# Качарський кар'єр
Качарський кар'єр – гірничодобувний майданчик у Костанайській області Казахстану, що провадить розробку однойменного залізорудного родовища. За умови досягнення проектних показників буде найбільшим кар’єром в історії Казахстану.
Качарське родовище із ресурсами у кілька мільярдів тон відкрили у 1949 році. В 1974-му тут почали будівництво кар’єру, першу руду з якого отримали у 1986-му.
Проектна річна потужність кар’єру становила 13 млн тон руди, при цьому станом на початок 2020-х фактичні обсяги видобутку досягали 16 – 18 млн тон на рік. Також розпочали процес модернізації, який передбачає доведення цього показника до 26 млн тон за рахунок ліквідації залізничних колій, що спускаються в кар’єр, та придбання більш потужної техніки.
Проектна глибина кар’єру становить 764 метри, а обсяги вибірки гірської маси може досягнути 11 млрд м3. Станом на 2019-й глибина кар’єру станоивла 465 метрів, довжина 3,18 км при ширині 3,16 км.
Залишкові запаси руди кар’єру станом на 2023-й оцінювали у 860 млн тон.
Розробкою Качарського родовища первісно займався Качарський гірничо-збагачувальний комбінат. Наразі ним володіє Соколовсько-Сарбайське гірничо-збагачувальне виробниче об’єднання (ССГЗО) зі складу Eurasian Resources Group (ERG).